# Bloch MB.220
Bloch MB.220 je bilo francosko dvomotorno propelersko potniško letalo, ki so ga zasnovali pri Société des Avions Marcel Bloch v 1930ih.
M.B.220 je bil povsem kovinsko letalo. Imel je nizko kantilever krilo in uvlačljivo pristajalno podvozje. Poganjala sta ga 2 zvezdasta motorja Gnome-Rhône 14N, ki sta se vrtela v nasprotnih smereh. Imel je štiričlansko posadko in 16 potnikov. 
Prototip je prvič poletel decembra 1935, sledilo je 16 serijskih letal. 5 letal je preživelo 2. svetovno vojno, kasneje so na ta letala namestili motorje Wright R-1820-97 Cyclone in tako je nastala različica M.B.221.
MB-220 je uporabljala francoska letalska družba Air France.

## Tehnične specifikacije (M.B.220)
Splošne karakteristike
- Posadka: 4
- Dolžina: 19,25 m (63 ft 1¾ in)
- Razpon kril: 22,82 m (74 ft 10½ in)
- Višina:  ()
- Površina kril: 75 m² (807,32 ft²)
- Teža praznega letala: 6807 kg (15007 lb)
- Maks. vzletna teža: 9500 kg (20944 lb)
- Pogon letala: 2 ×  radialni motor Gnome-Rhône 14N-16/-17 (nasproti vrteča motorja), 735 kW (985 KM)  vsak

 Zmogljivost 
- Maks. hitrost: 330 km/h (205 mph)
- Doseg: 1400 km (870 mi)
- Višina leta: 7000 m (22965 ft)